# Могильна
Моги́льна (рос. Могильная) — присілок у складі Мішкинського району Курганської області, Росія. Входить до складу Краснознаменської сільської ради.
Населення — 11 осіб (2010, 39 у 2002).